# Jean-Lambert Tallien

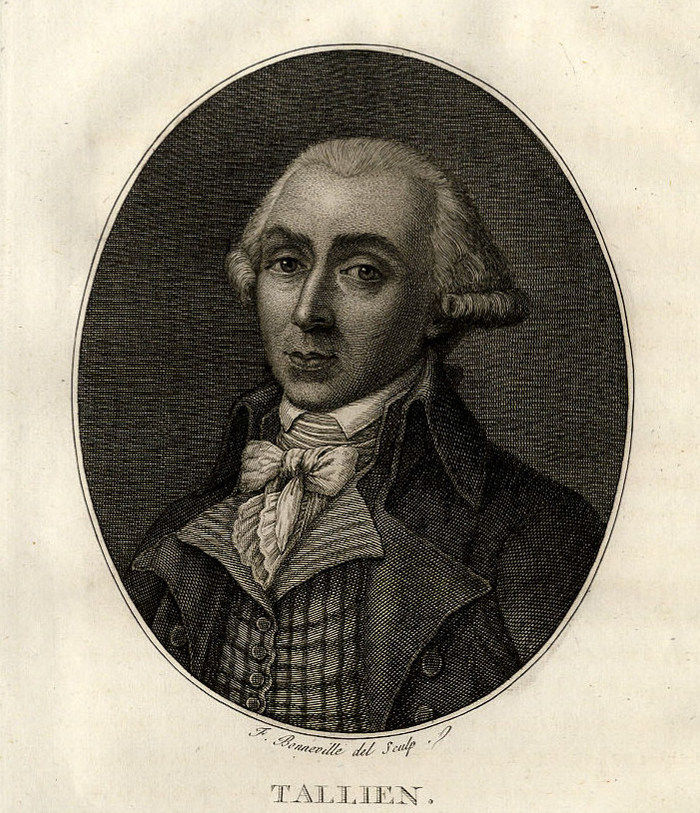
Porträtt av Jean-Lambert Tallien.

Jean-Lambert Tallien född 1769 (eller 1767), död 16 november 1820, var en fransk politiker.
Han var under skräckväldet en hänsynslös konventskommissarie i Bordeaux 1793. Hans älskarinna Thérésa Cabarrus lyckades hejda hans framfart. Han blev efter detta återkallad av Robespierre men de blev fiender och Tallien bidrog till Robespierres fall 1794.
Han gifte sig 1794 med Thérèse Cabarrus. 1802 skildes de.